# Мелвилл, Полин
Полин Мелвилл (англ. Pauline Melville, 1948, Британская Гвиана) — гайанская актриса и писательница, живет в Лондоне.

## Биография
Отец из Гвианы, мать — англичанка. В 1967 году начала сниматься в кино, в целом сыграла 26 ролей, в основном - у британских режиссёров. Активно снимается в телесериалах. В 1990 успешно дебютировала как прозаик.

## Избранная фильмография
- Улисс/Ulysses (1967) (реж. Джозеф Стрик, по Джойсу)
- Вдали от обезумевшей толпы/Far from the Madding Crowd (1967), "Mrs. Tall" (Джон Шлезингер, по Томасу Харди)
- Долгая Страстная пятница/The Long Good Friday (1980), "Dora" (Джон Маккензи)
- Boom Boom, Out Go the Lights (1981), as herself
- Госпиталь «Британия»/Britannia Hospital (1982), "Clarissa" (Линдсей Андерсон)
- Scrubbers (1983), "Crow" (Май Сеттерлинг)
- White City (1985), as "Woman in dole office"
- Мона Лиза/Mona Lisa (1986), "Dawn" (Нил Джордан)
- Как преуспеть в рекламе/How to Get Ahead in Advertising (1989), "Mrs. Wailace" (Брюс Робинсон)
- Дом Бернарды Альбы/The House of Bernarda Alba (1991, TV), "Prudencia" (по Гарсиа Лорке)
- Утц/Utz (1992), "a Curator" (по Брюсу Чатвину)
- Страна теней/Shadowlands (1993), "Committee Chairwoman" (Ричард Аттенборо)
- Brighton Rock (2010), Mother Superior (Роуэн Жоффе, по Грэму Грину)

## Проза
- Меняя образ/ Shape-Shifter, London: Women's Press, 1990 (книга новелл, переизд. 1991, Премия писателям Британского содружества за первую книгу; Литературная премия газеты Guardian; премия ПЕН-центра «Серебряное перо»)
- Рассказ чревовещателя/ The Ventriloquist's Tale, London: Bloomsbury, 1997 (роман, переизд. 1999; Уитбредовская премия за первый роман; шорт-лист премии «Оранж»; Литературная премия Гайаны)
- Переселение призраков/ The Migration of Ghosts, London: Bloomsbury Publishing, 2000 (книга новелл)
- Питаясь воздухом/ Eating Air, London: Telegram, 2009 (роман)